# Nádia Gomes
Nádia Filipa Gomes Coelho (* 9. November 1996 in Viseu) ist eine portugiesische Fußballspielerin und A-Nationalspielerin. Seit 2024 ist sie Vertragsspielerin der Chicago Red Stars.

## Karriere

### Vereine
Gomes, eines von drei Geschwister ihres US-amerikanischen Vaters Thomas und ihrer portugiesischen Mutter Arminda, in Portugal geboren und in den Vereinigten Staaten in Sandy aufgewachsen, begab sich nach ihrem Highschool-Abschluss in Brighton (Salt Lake County) nach Provo an die Brigham Young University um ein Studium zu beginnen.
Während ihres vierjährigen Studiums kam sie auch für das Sport-Team der Bildungseinrichtung, die Cougars, in 79 Meisterschaftsspielen der West Coast Conference (bis 2023) innerhalb der NCAA Division I zum Einsatz, in denen sie 22 Tore erzielte. Als Freshman kam sie 2014 in 21 Meisterschaftsspielen zum Einsatz, in denen sie drei Tore erzielte. Als Senior bestritt sie 2017 19 Meisterschaftsspiele, in denen sie fünf Tore beitrug.
Nach Abschluss ihres Studiums wurde sie zur Spielzeit 2018 von Orlando Pride unter Vertrag genommen; in der National Women’s Soccer League, die einzige Profiliga im US-amerikanischen Frauenfußball, kam sie jedoch nicht zum Einsatz, da sie sich nicht für den Kader der ersten Mannschaft empfehlen konnte. Nach Utah zurückgekehrt und im weiteren Verlauf zu einem Probetraining für OL Reign eingeladen, mit dem Wunsch in Seattle spielen zu wollen, erfuhr sie von ihrer Schwangerschaft und konzentrierte sich im Jahr 2019 auf diese sowie auf die Geburt ihres Kindes. Die angestrebte Rückkehr auf das Spielfeld im Jahr 2020 wurde durch die Covid-19-Pandemie verhindert. Über die Kenntnis der im Jahr 2022 wiederbelebten USL W League, gelangte sie zur Spielzeit 2023 zum San Francisco Glens SC, für den sie 15 Tore in 14 Spielen der regulären Spielzeit in der vierthöchsten Spieleklasse erzielte. Als älteste Spielerin der Mannschaft führte sie diese bis ins Halbfinale der Play-offs und erzielte vier Tore in drei Spielen.
Seit der Spielzeit 2024 spielt sie für die Chicago Red Stars in der National Women’s Soccer League. Ihr erstes von neun Punktspielen bestritt sie mit dem Start der Spielzeit am 17. März 2024 beim 2:0-Sieg im Auswärtsspiel gegen den Utah Royals FC; ihr Debüt in der höchsten Spielklasse dauerte bis zur 61. Minute, bevor sie für Ally Cook ausgewechselt wurde. Auch in der Spielzeit 2025 gehört sie zum Kader der Mannschaft.

### Nationalmannschaft
Gomes debütierte als Nationalspielerin für den FPF in der U19-Nationalmannschaft, die sich am 3. September 2013 in Pedroso von der U19-Nationalmannschaft Irlands 1:1 unentschieden trennte. Zwei Tage später gelang gegen diese Mannschaft in Canelas ein 1:0-Sieg. Es handelte sich um zwei Ausscheidungsspiele zur Teilnahme an der U19-EM-Qualifikation. Anschließend kam sie vom 21. bis 26. September in drei Spielen der Gruppe 3 der ersten und vom 5. bis zum 10. April 2014 in drei Spielen der Gruppe A der zweiten Qualifikationsrunde für die angestrebte und vom 15. bis zum 27. Juli 2014 in Norwegen vorgesehenen und alterbezogenen Europameisterschaft zum Einsatz. Im ersten und fünften Spiel gelang ihr gegen die U19-Nationalmannschaft Litauens und der Schweizer U19-Nationalmannschaft jeweils ein Tor.
Für die A-Nationalmannschfaft wirkte sie in lediglich zwei Länderspielen – beide gegen die Nationalmannschaft Australiens und beide Male im Turnier um den Algarve-Cup 2018. Die erste Begegnung am 2. März war das zweite Spiel der Gruppe 1 und endete torlos, die zweite Begegnung am 7. März war das Spiel um Platz 3 und endete mit dem 2:1-Sieg in Albufeira, zu dem sie mit dem Tor zur 1:0-Führung in der 38. Minute beigetragen hatte. Sie wurde nach langer Zeit von Nationaltrainer Francisco Neto für die ersten beiden Spiele der Gruppe 2, Liga A des neugeschaffenen Wettbewerbs der Nations-League gegen die Nationalmannschaften Frankreichs und Norwgens am 22. und 26. September 2023 in den Kader berufen; ein Einsatz blieb ihr jedoch verwehrt. Zuletzt gehörte sie der A-Nationalmannschaft am 8. April 2025 in Vigo an. Bei der 1:7-Niederlage gegen die Nationalmannschaft Spaniens im Estadio Balaídos, im dritten Spiel der Gruppe 3, Liga A – bei der zweiten Austragung des Wettbewerbs der Nations-League – wurde sie jedoch nicht eingesetzt.

## Erfolge
Nationalmannschaft
- Dritter Algarve-Cup 2018

San Francisco Glens SC
- Halbfinalist Regionale Meisterschaft 2023
- Meister Western Conference 2023
- Meister NorCal-Division 2023